# 淩鴻勛
淩鴻勛（1894年4月15日—1981年8月15日），字竹銘，廣東番禺人，原籍江蘇常熟，中国鐵道工程學家。

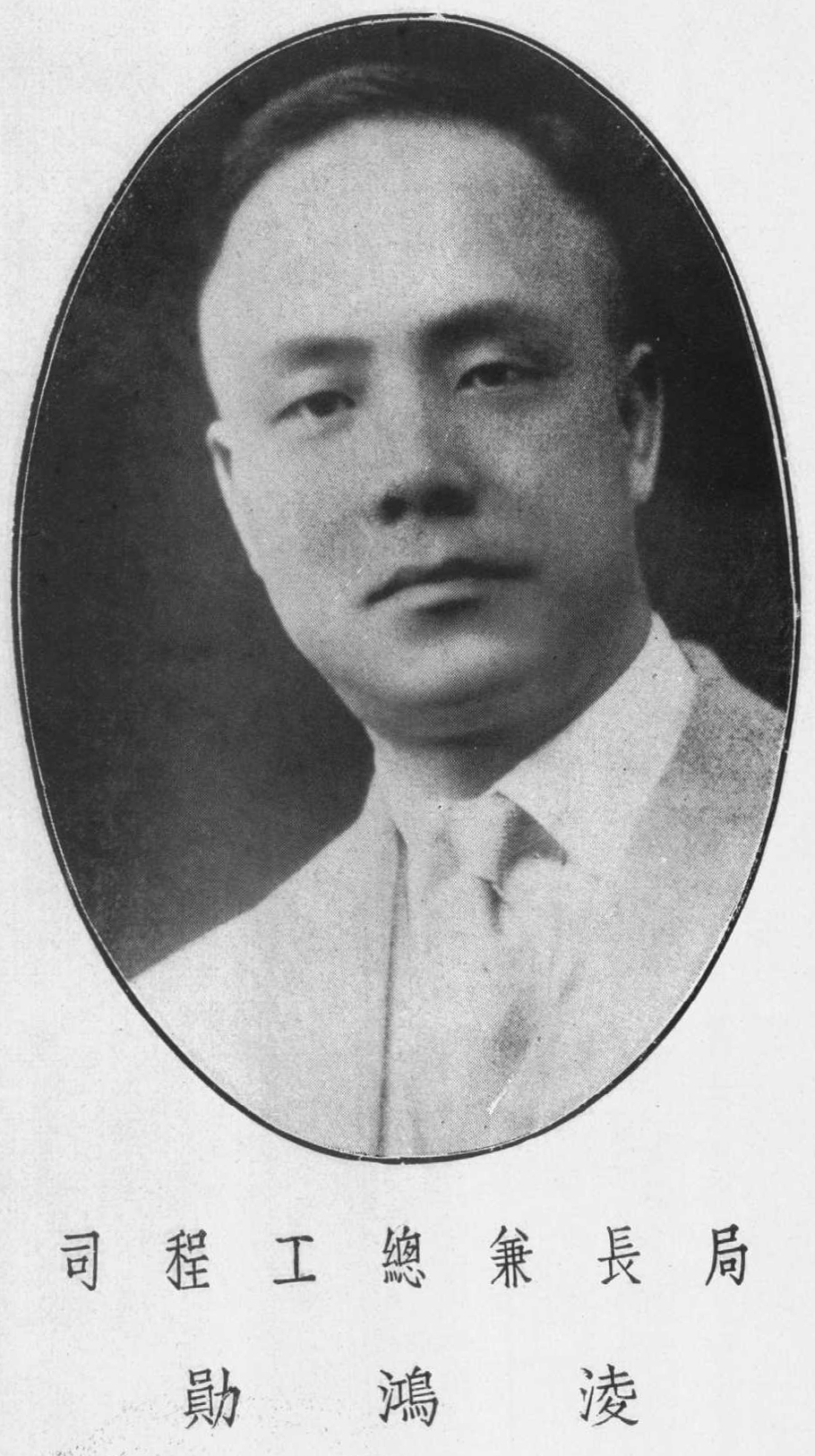

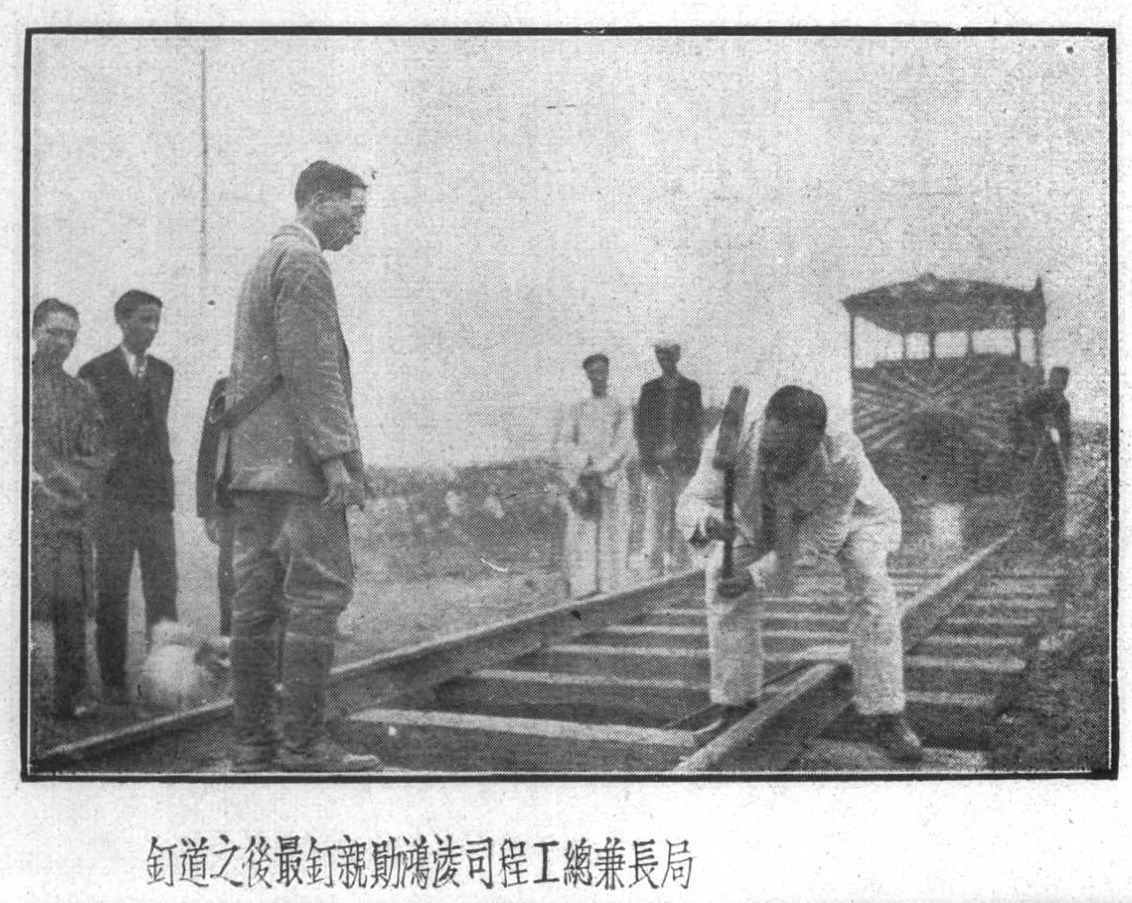

## 生平
凌家原籍江蘇常熟，四世祖凌邱孝以生員補廣州府，自此定居番禺。凌鴻勛1894年4月15日生於番禺麗水坊，父親凌佩秋系光緒十一年舉人，因兩次會試未中在廣州教書為生。1898年，五歲時由母親教書識字，後跟隨堂叔學習經典，至十歲時投考廣州府中學堂，複試落選。1905年，考中廣州中學堂。1910年，畢業後以官費生考入郵傳部上海高等實業學堂，由於南洋公學用英文授課，所以先入附屬中學學習一年。隔年7月，升讀專科土木科。1911年10月，辛亥革命後也跟隨潮流剪掉辮子。在學間參與華東五大學體育會，推動校際體育活動。1915年，以第一名畢業，受唐文治校長推薦，由交通部派充「美國鋼鐵公司」旗下紐約的「美國橋樑公司」實習生。在美時積極學習實務經驗，夜間還到哥倫比亞大學選修，並參與紐約中國同學會。1918年7月，返國後因為凌、葉兩家故交的關係而得到交通部次長葉恭綽重用，奉派為京奉鐵路唐山段公務員，因為工務上已無新的建築，多半是養路的工作，閒暇期間激起了他對中國鐵路史的興趣。1919年春，調回交通部路政司考工科。1920年2月，回上海工業專門學校代課，10月，唐文治眼疾加劇，幾近失明，時交通總長葉恭綽以交通部所屬各學校，北京郵電學校、鐵路管理學校、唐山工業專門學校、上海工業專門學校合併為國立交通大學，由凌鴻勛擔任代理校務，後參與籌辦。1921年3月，被選為交大董事，為滬校副主任，5月，返回交通部任職，奉派為京漢鐵路工程師，修築黃河鐵橋，不過只有視察未能施工。1922年3月15日，奉派交通部技正，兼路政司考工科副科長。6月，北京政府改組，高恩洪繼任交通總長，凌鴻勛被免職，無奈舉家遷往上海。1923年8月，返回南洋大學專任教授。1924年11月，段祺瑞就任臨時執政，葉恭綽回任交通總長，12月3日，凌鴻勛繼陳杜衡擔任校長。1927年3月，國民革命軍克復上海，國民政府委派吳稚暉和楊杏佛接管南洋大學，5月，卸任校長。
1927年8月，應廣西省政府之邀，赴梧州擔任工務局長。1929年，接到時任鐵道部長孫科邀請，到鐵道部服務。1927年至1943年投入中國鐵道建設，先後任職於隴海、粵漢、湘桂等鐵路工程局長兼總工程司。1948年，當選為中央研究院第一屆院士，後隨國民政府遷台，1951年至1971年擔任中國石油公司董事長。其間曾於1957年擔任「交大電子研究所」籌備主任。1981年病逝台北，安葬於陽明山第一公墓。
淩鴻勛之侄，為前清遺老陳伯陶的女婿，駐牙買加特命全權大使淩崇熙（Samuel C.H. Ling）。

## 纪念
凌鸿勋對中國鐵道事業貢獻卓著，被譽為繼詹天佑之後的「鐵路聖人」。國立交通大學得以在台復校，其居功甚偉，故現今於該校校園內之「竹湖」、「竹軒」、「竹銘館」、該校與國立清華大學共同舉行的「梅竹賽」以及台灣中油在苗栗縣苗栗市的探採事業部辦公大樓「竹銘樓」等，皆沿用其字「竹銘」以纪念之。
後國立中山大學附屬國光高級中學（前身為私立國光高中、私立國光國中，高雄煉油廠子弟學校）為紀念竹銘先生於台灣中油的貢獻，特別設立「竹銘館」緬懷其貢獻。。

## 著述
- 《七十自述》
- 《八十年來之中國鐵路》
- 《中國鐵路概論》
- 《中華鐵路史》
- 《中國鐵路志》[5]
- 《詹天佑先生年谱》
- 《詹天佑与中国铁路》
- 《抗战交通大事记》
- 《凌鸿勋自订年谱》

## 荣誉

### 本國
- 三等景星勳章（中华民国，1947年1月1日批准[6]）